# Mauria killipii
Espèce
Statut de conservation UICN

 VU D2 : Vulnérable
Mauria killipii est une espèce de plantes de la famille des Anacardiaceae.

## Publication originale
- Bulletin of the Torrey Botanical Club 74(1): 77–78, f. 1. 1947.